# هاینریش پاولوس
هاینریش اِبرهارد گوتلوب پاولوس (آلمانی: Heinrich Eberhard Gottlob Paulus ‏ ۱ سپتامبر ۱۷۶۱–۱۰ اوت ۱۸۵۱) فیلسوف و الهی‌دانِ پروتستان آلمانی، منتقد کتاب مقدس مسیحیان و خردگرایی بود که تفسیرهایی طبیعت گرایانه از معجزات عیسی مسیح در کتب مقدس داشت.

## زندگی و تفکرات
هاینریش پاولوس در یک خانوادهٔ لوتری و کشیش زاده شد. تحصیل خود را در رشته فلسفه و الهیات در دانشگاه توبینگن ادامه داد و موفق به دریافت درجهٔ دکترا شد.
پس از سفرهای علمی فراوان و مطالعات بسیار در حیطهٔ زبان‌های شرقی، مشغول به تدریس در دانشگاه ینای آلمان شد.
سرانجام پاولوس به سال ۱۸۵۱ آرام گرفت.
تفکرات دینی و فلسفی او را می‌توان چنین خلاصه کرد:
- او یک فیلسوف عصر روشنگری و خردگرا بود که به خودبنیادیِ فرد و اختیار آزاد باور داشت.
- عدم باور به مصلوب شدن مسیح.
- طرفداری از دولت مدرن و قانون اساسی.

## نوشته‌ها
- ۱۸۰۲، Philologisch-kritischer und historischer Kommentar über das neue Testament (نقد فلسفی و تفسیر تاریخی عهد جدید)
- ۱۸۲۸، Das Leben Jesu als Grundlage einer reinen Geschichte des Urchristentums (زندگی عیسی مسیح به عنوان یک گزارش کاملاً تاریخی از اوایل مسیحیت؛ در دو جلد)